# Gymnastik under sommer-OL 2016 – Spring over hest (herrer)
Mændenes spring over hest under sommer-OL 2016 i Rio de Janeiro blev holdt 15. august 2016 på HSBC Arena.
Medaljerne blev overrakt af Chang Ung, IOC medlem, Nordkorea og Ali Al-Hitmi, FIG eksekutivkomité medlem.